# Júlio Nepos
Flávio Júlio Nepos (Flavius Iulius Nepos Augustus, em latim) (c. 430 - 480, reg. 474 - 480) foi o último imperador romano do Ocidente considerado legítimo. Nepos era o marido da sobrinha de Leão I, imperador romano do Oriente, donde o cognome Nepos ("sobrinho", em latim).

## História
Inicialmente governador da província da Dalmácia, foi nomeado imperador do Ocidente por Leão I, o Trácio em 474, encerrando o reinado do usurpador Glicério, que havia sido elevado à dignidade imperial em Ravena por um mestre dos soldados (magister militum) burgúndio. Em junho de 474, Nepos entrou em Ravena e Glicério foi obrigado a renunciar, partindo para a Dalmácia para assumir o cargo de bispo de Salona (atual Solin, na Croácia).
Como imperador, Nepos buscou consolidar o que restava do Império Romano do Ocidente (a Itália e algumas terras na Gália setentrional e meridional). Negociou com sucesso com o rei visigodo Eurico, obtendo de volta o controle da Provença, embora suas tratativas com o rei vândalo Genserico para evitar a pirataria nas costas da Itália tivessem sido frustradas.
Nepos foi um dos mais capazes dentre os últimos imperadores do Ocidente, mas era impopular com o Senado, devido a seus laços com o oriente. Quando Nepos cometeu o erro de nomear Flávio Orestes para o cargo de mestre dos soldados, a falta de apoio no ocidente ficou patente. Em 28 de agosto de 475, Orestes assumiu o controle do governo em Ravena e forçou Nepos a fugir de navio para a Dalmácia. De origem germânica, Orestes não podia assumir o manto imperial, mas indicou seu filho Rômulo, nascido de mãe romana, para a dignidade. Rómulo Augusto - como o chamaria a história, empregando o diminutivo de augusto - é considerado o último imperador romano do Ocidente.
Entrementes, Nepos continuou a governar na Dalmácia como imperador legítimo, reconhecido como tal na Gália e na corte de Constantinopla. Quando Odoacro capturou Ravena, matou Orestes e depôs Rômulo em 4 de setembro de 476, autoproclamou-se governante da Itália e pleiteou junto ao imperador oriental Zenão que fosse nomeado patrício do Império Romano e vice-rei da Itália. Zenão consentiu, desde que Odoacro reconhecesse Nepos como imperador do Ocidente (razão pela qual Odoacro chegou a cunhar moedas em nome de Nepos).
Nepos foi assassinado em 480, em Salona, provavelmente por conspirar contra Odoacro (talvez instigado por Glicério), que imediatamente invadiu a Dalmácia e anexou-a ao seu reino.